# Gösta Wennberg
Carl Gustaf (Gösta) Wennberg, född den 12 december 1839 i Gränna, död den 20 maj 1911 i Jönköping, var en svensk jurist. Han var far till Signe Wennberg.
Wennberg blev 1860 student vid Uppsala universitet, där han avlade kameralexamen 1864 och examen till rättegångsverken samma år. Han blev vice häradshövding 1866 och advokatfiskal i Göta hovrätt 1878. Wennberg var häradshövding i Skånings, Vilske och Valle domsaga 1884–1904. Han blev riddare av Nordstjärneorden 1904.
Wennberg var gift med Anna Helena Lindman med vilken han fick tio barn. Han vilar på Östra kyrkogården i Jönköping.